# Achille Delaere
Achille Delaere (ur. 1868 w Lendelede, zm. 1939) – belgijski duchowny rzymskokatolicki, redemptorysta. Jeden z organizatorów struktur Kościoła katolickiego obrządku bizantyjsko-ukraińskiego wśród ukraińskich emigrantów w Kanadzie.

## Życiorys
Był synem farmera i od dzieciństwa pomagał ojcu w pracy w gospodarstwie. W wieku dziewiętnastu lat wstąpił do zakonu redemptorystów, święcenia kapłańskie przyjął w 1896. Dwa lata później, na zaproszenie arcybiskupa Adélarda Langevina postanowił udać się razem z dwoma innymi duchownymi zakonnymi do Kanady, by służyć wśród przybywających na jej terytorium polskich i ukraińskich emigrantów. Przed wyjazdem na miejsce przyszłej działalności duszpasterskiej spędził rok w Tuchowie w Galicji, ucząc się języka polskiego. Następnie udał się do Kanady, gdzie miał służyć w okręgu Brandon-jezioro Shoal w Manitobie. Wyjechał z Liverpoolu na statku „Scorsman”, który rozbił się w cieśninie Belle Isle; szesnastu pasażerów zginęło. Delaere był wśród ocalałych i kontynuował podróż, docierając ostatecznie 11 października 1899 do Brandon, gdzie został przyjęty przez przebywających już na miejscu redemptorystów.
Począwszy od 1903 ks. Delaere i inni redemptoryści służący w Manitobie zaczęli udawać się z wizytami duszpasterskimi do regionu Yorkton. Jak następnie pisał Dealere, na obszarze tym przebywało jedynie 30-40 rodzin angielskich, a od czasu wyjazdu służących tam wcześniej oblatów żadni duchowni katoliccy nie prowadzili wśród emigrantów działalności duszpasterskiej. Obecni byli natomiast duchowni Rosyjskiego Kościoła Prawosławnego, niekanonicznego Kościoła Serafinowskiego oraz protestanccy. Starając się o pomoc w pracy wśród emigrantów w Yorkton, Delaere zachęcał francuskojęzycznych kanadyjskich seminarzystów do nauki ich języków. Pozyskał także do pomocy ks. Kryżanowskiego, bazylianina.
Delaere szybko zorientował się, że większość emigrantów z Galicji należała do Kościoła greckokatolickiego, a brak duchownych swojego obrządku (w konsekwencji konieczność uczestnictwa jedynie w nabożeństwach łacińskich) zniechęcał ich do Kościoła. Mimo niechęci i braku wsparcia ze strony arcybiskupa Langevina, Delaere postanowił przejść na obrządek bizantyjski. 12 stycznia 1904 założył w Yorkton klasztor redemptorystów, który miał zajmować się opieką nad grekokatolikami (współcześnie – XXI w. – istnieje w tym miejscu łacińska parafia św. Gerarda). 9 marca 1906 papież Pius X zgodził się, by belgijski duchowny zaczął służyć w obrządku bizantyjskim, zaś po raz pierwszy odprawił greckokatolicką Świętą Liturgię 26 września 1906.
Ukraińscy emigranci, którzy nie umieli poprawnie wymówić nazwiska belgijskiego kapłana, nazywali go „ojcem Dollarem”. Iwan Bodrug w swoich wspomnieniach dotyczących życia religijnego Ukraińców w Kanadzie w latach 1903-1913 zapisał, że „ojciec Dollar” służył w niewielkiej nowo zbudowanej cerkiewce w Sifton. Służył w tradycyjnych szatach liturgicznych obrządku wschodniego i w języku cerkiewnosłowiańskim, natomiast homilie głosił po polsku. Współpracownicy duchownego wspominali, że Delaere jedynie przeciętnie opanował język ukraiński i nigdy nie nauczył się w pełni francuskiego (jego ojczystym językiem był język flamandzki), jednak jego zdolności i zapał do pracy sprawiały, że był postrzegany przez przełożonych jako osoba niezbędna.
Po wielokrotnych naleganiach duchownego, arcybiskup Langevin przyjął jego sugestie, by sprowadzić do Kanady greckokatolickiego biskupa. W maju 1912 ks. Delaere rozmawiał o tej sprawie z papieżem Piusem X, zaś w lipcu, po konsultacjach z hierarchami greckokatolickimi z Galicji, papież skierował do Kanady ks. Nykytę Budkę, który przyjął następnie święcenia biskupie. Nykyta Budka został mianowany biskupem tytularnym Patara i konsekrowany przez metropolitę lwowskiego Andrzeja Szeptyckiego w asyście biskupów przemyskiego Kostiantyna Czechowicza oraz stanisławowskiego Grzegorza Chomyszyna w dniu 13 października 1912 roku.
Stosunki między biskupem a ks. Delaere nie układały się dobrze. Namawiany jednak do zarzucenia pracy duszpasterskiej wśród kanadyjskich Ukraińców duchowny odmawiał.
Pracę duszpasterską w prowincji Manitoba prowadził do śmierci w 1939.